# Carl Åstrand
Carl-Christian Joakim Åstrand, född 15 juni 1968 i Västervik, är en svensk manusförfattare och regissör. Han har även gjort mindre skådespelarinsatser i de produktioner han regisserat och skrivit manus till. Han arbetar också med reklamfilm.
Åstrand är son till musikern Hansi Schwarz.

## Manusmedverkan och regi (i urval)
Källa:
- Kenny Starfighter (TV-serie)
- Abba – The Last Movie (kortfilm ursprungligen visad vid Eurovision Song Contest 2004)
- Nisse Hults historiska snedsteg (TV-serie)
- Kenny Begins (långfilm)
- Welcome to Sweden (komediserie)
- Håkan Bråkan (SVT:s julkalender 2003)
- Mirakel (SVT:s julkalender 2020)
- 2025 – Tidstjuven (TV-serie) (SVT:s julkalender 2025)[6]